# Morten Olsen (kézilabdázó)
Morten Olsen (Osted, 1984. október 11. –) olimpiai, és világbajnok dán kézilabdázó, jelenleg a dán Bjerringbro/Silkeborg játékosa.

## Pályafutása
Olsen 2003 és 2005 között a dán GOG Gudme játékosa volt, amely csapattal 2004-ben bajnok, 2005-ben kupagyőztes tudott lenni. A 2005–2006-os szezonban a HF Mors csapatában együtt játszott ikertestvérével, Kenneth-tel. 2010-ben külföldre igazolt, a német első osztályba az előző évben feljutott TSV Hannover-Burgdorf csapatánál töltött három évet, 2013-ban 205 gólt szerzett a német bajnokságban, ezzel a góllövőlista harmadik helyén végzett. Ezután játszott a francia élvonalban is a Saint-Raphaël Varnál. A 2015 májusában egy hónapra a katari Al-Rayan játékosa lett. A szerződése lejárta után visszatért korábbi csapatába, a német TSV Hannover-Burgdorfba, amelynek jelenleg is tagja.
A dán válogatottban a 2016-os rioi olimpián olimpiai bajnok lett. A válogatottságtól 2021-ben a tokiói olimpián szerzett ezüstérme után vonult vissza.

## Sikerei
- Olimpiai bajnok: 2016
  - 2. helyezett: 2020
- Világbajnok: 2019, 2021
- Dán bajnokság győztese: 2004